# 斯特凡·拉扎列维奇

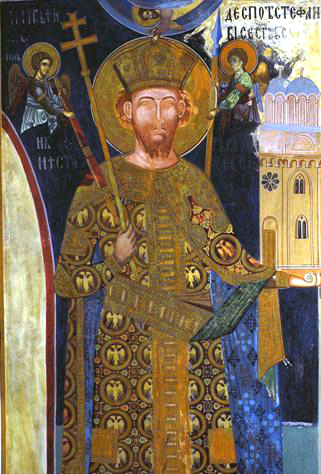
斯特凡·拉扎列维奇

斯特凡·拉扎列维奇（1374年—1427年），拉扎尔·赫雷别利亚诺维奇之子，塞尔维亚专制公，1389年至1427年在位。